# Liste der Kulturdenkmäler in Roßbach (Hünfeld)
Die folgende Liste enthält die in der Denkmaltopographie ausgewiesenen Kulturdenkmäler auf dem Gebiet des Ortsteils Roßbach der  Stadt Hünfeld, Landkreis Fulda, Hessen.
Hinweis: Die Reihenfolge der Denkmäler in dieser Liste orientiert sich an der Anschrift, alternativ ist sie auch nach der Bezeichnung, der vom Landesamt für Denkmalpflege vergebenen Nummer oder der Bauzeit sortierbar.
Kulturdenkmäler werden fortlaufend im Denkmalverzeichnis des Landes Hessen durch das Landesamt für Denkmalpflege Hessen auf Basis des Hessischen Denkmalschutzgesetzes (HDSchG) geführt. Die Schutzwürdigkeit eines Kulturdenkmals hängt nicht von der Eintragung in das Denkmalverzeichnis des Landes Hessen oder der Veröffentlichung in der Denkmaltopographie ab.

Das Vorhandensein oder Fehlen eines Objekts in dieser Liste ist keine rechtsverbindliche Auskunft darüber, ob es Kulturdenkmal ist oder nicht: Diese Liste entspricht möglicherweise nicht dem aktuellen Stand der offiziellen Denkmaltopographie. Diese ist für Hessen in den entsprechenden Bänden der Denkmaltopographie Bundesrepublik Deutschland und im Internet unter DenkXweb – Kulturdenkmäler in Hessen einsehbar. Auch diese Quellen sind, obwohl sie durch das Landesamt für Denkmalpflege Hessen aktualisiert werden, nicht immer aktuell, da es im Denkmalbestand immer wieder Änderungen gibt.
Eine verbindliche Auskunft erteilt allein das Landesamt für Denkmalpflege Hessen.
Nutze diese Kartenansicht, um Koordinaten in der Liste zu setzen. In dieser Kartenansicht sind Kulturdenkmale ohne Koordinaten mit einem roten bzw. orangen Marker dargestellt und können in der Karte gesetzt werden. Kulturdenkmale ohne Bild sind mit einem blauen bzw. roten Marker gekennzeichnet, Kulturdenkmale mit Bild mit einem grünen bzw. orangen Marker.
| Bild            | Bezeichnung                          | Lage                                               | Beschreibung                                                                                        | Bauzeit                                     | Objekt-Nr. |
| --------------- | ------------------------------------ | -------------------------------------------------- | --------------------------------------------------------------------------------------------------- | ------------------------------------------- | ---------- |
| Bild gesucht BW | Fachwerkhaus                         | Am Dorfgarten 1 LageFlur: 7, Flurstück: 21/2       | Traufenständiges Fachwerkhaus.                                                                      | 1824 (Sockelinschrift)                      | 37732 DDB  |
| Bild gesucht BW | Wegekreuz                            | Am Steckigt LageFlur: 10, Flurstück: 42/1          | Steinkruzifix                                                                                       | 1873, bezeichnet.                           | 37810 DDB  |
| Bild gesucht BW | Friedhofskreuz                       | Am Weinberg LageFlur: 5, Flurstück: 17/3           | Reich gestaltetes Steinkruzifix.                                                                    | 1883, bezeichnet.                           | 37744 DDB  |
| Bild gesucht BW | Bildstock                            | Am Weinberg LageFlur: 5, Flurstück: 24/7           | Barocker Bildstock.                                                                                 | 1722, bezeichnet.                           | 37750 DDB  |
| Bild gesucht BW | Wegekreuz                            | Am Weinberg LageFlur: 5, Flurstück: 19/1           | Steinkruzifix                                                                                       | 1822, bezeichnet.                           | 37774 DDB  |
| Bild gesucht BW | Bildstock                            | Auf der Mast LageFlur: 13, Flurstück: 42/2         | | 1867, bezeichnet.                           | 37799 DDB  |
| Bild gesucht BW | Bildstock                            | Ederstraße LageFlur: 8, Flurstück: 19/3            | | 1920, bezeichnet.                           | 37734 DDB  |
| Bild gesucht BW | Maria Immakulata                     | Im Weihers LageFlur: 5, Flurstück: 31/1            | Kleine Vollplastik der Immakulata, eine schlichte Figur.                                            | 1888                                        | 37749 DDB  |
| Bild gesucht BW | Wegekreuz                            | Jägerweg LageFlur: 5, Flurstück: 52/6              | Steinkruzifix                                                                                       | 1873, bezeichnet.                           | 37738 DDB  |
| Bild gesucht BW | Fachwerkhaus                         | Jägerweg 1 LageFlur: 6, Flurstück: 30/1            | | Um 1830                                     | 37735 DDB  |
| Bild gesucht BW | Fachwerkhaus                         | Jägerweg 9 LageFlur: 6, Flurstück: 18/1            | Zweistöckiges Fachwerkhaus.                                                                         | Um 1850                                     | 37736 DDB  |
| Bild gesucht BW | Fachwerkhaus                         | Jägerweg 11 LageFlur: 6, Flurstück: 16/3           | Giebelständiges zweistöckiges Fachwerkhaus mit ansprechender konstruktiver Figuration.              | Um 1800                                     | 37737 DDB  |
| Bild gesucht BW | Bildstock                            | Steinbacher Straße 9 LageFlur: 12, Flurstück: 35/1 | | 1738, bezeichnet.                           | 37798 DDB  |
| Bild gesucht BW | Hochkreuz                            | Ulsterstraße LageFlur: 8, Flurstück: 5/1           | Reich gestaltetes Steinkruzifix.                                                                    | 1833, bezeichnet.                           | 37740 DDB  |
| Bild gesucht BW | Hofreite                             | Ulsterstraße 2 LageFlur: 8, Flurstück: 6/1         | Dreiseitig umbaute Hofreite mit Gebäuden aus verschiedenen Bauphasen.                               | 1843 (Sockelinschrift, Wohnwirtschaftshaus) | 37739 DDB  |
| Bild gesucht BW | Vesperbild                           | Weinbergstraße LageFlur: 5, Flurstück: 53/11       | | 1842, bezeichnet.                           | 37746 DDB  |
| Bild gesucht BW | Heiliger Josef                       | Weinbergstraße LageFlur: 5, Flurstück: 53/2        | Vollplastik des hl. Josef.                                                                          | 1899, bezeichnet.                           | 37745 DDB  |
| Bild gesucht BW | Fachwerkhaus                         | Weinbergstraße 1 LageFlur: 8, Flurstück: 8/2       | Giebelständiges zweistöckiges Fachwerkhaus auf mittelhohem Quadersockel.                            | 1832 (Sockelinschrift)                      | 37741 DDB  |
| Bild gesucht BW | Katholische Kirche Mariä Himmelfahrt | Weinbergstraße 7 LageFlur: 8, Flurstück: 3/4       | In neugotischen Formen errichtete Kirche nach Plänen des Bauinspektors Lauth, Fulda.                | 1892/93                                     | 37742 DDB  |
| Bild gesucht BW | Fachwerk-Doppelhaus                  | Weinbergstraße 11 LageFlur: 8, Flurstück: 26/3     | L-förmig aneinander gefügter Baukomplex von zwei Fachwerkhäusern unterschiedlicher Entstehungszeit. | 1825 (Inschrift) und 1853 (Inschrift)       | 37743 DDB  |